# ポリッシュネイビー
ポリッシュネイビー（Polish Navy, 1984年5月14日 - 2011年1月6日）はアメリカ合衆国の競走馬・種牡馬。主な勝鞍に1986年のシャンペンステークス、カウディンステークス、1987年のウッドワードステークスなどがある。現役時代は「The Admiral」の愛称でも呼ばれていた。

## 経歴
- 特記がない限り、競走はすべてダートコース。

オーナーブリーダーのオグデン・フィップスが生産したサラブレッドの牡馬である。フィップスの所有のもとクロード・マゴーヒー調教師に預けられたポリッシュネイビーは、1986年6月12日のベルモントパーク競馬場の未勝利戦でデビューし、初出走で初勝利を挙げた。続く一般戦も勝利すると、カウディンステークス（G1・7ハロン）、さらにシャンペンステークス（G1・8ハロン）と2歳戦の主要競走を連勝していった。この年の大一番であるブリーダーズカップ・ジュヴェナイル（G1・8.5ハロン）にも出走したが、ここで7着と大敗、また膝に骨片が見つかったために、手術のため3歳シーズンのクラシック路線への出走は叶わなかった。
3歳シーズンの復帰は6月になってからで、復帰初戦のリヴァリッジステークス（L・7ハロン）一般戦で勝利したのちにドワイヤーステークス（G1・9ハロン）で3着、その後ジムダンディステークス（G2・9ハロン）でクリプトクリアランス相手に勝利を手にした。そしてトラヴァーズステークス（G1・10ハロン）3着を挟んで出走したウッドワードステークス（G1・9ハロン）ではガルチを破って優勝している。その後、マールボロカップインビテーショナルハンデキャップ3着を最後に引退した。主戦騎手を務めてきたランディ・ロメロは、のちに「私は彼に乗ることが絶対的に好きだった。このような素晴らしい馬に関われたことを光栄に思う」と語っている。

## 種牡馬入り後
1988年よりクレイボーンファームで種牡馬となった。1993年に日本の早田牧場に購入されて海を渡り、その後1998年にオーストラリアへと輸出、のちにアメリカに帰国してケンタッキー州レキシントン近郊のワーフェア牧場に繋養されていた。2009年に種牡馬を引退し、競走馬養老施設のオールドフレンズへと移され、そこで2011年1月6日に臀部の手術痕の合併症がもとで27歳で死亡した。
『ブラッド・ホース』誌調べではポリッシュネイビーの産駒763頭のうち17頭がステークス競走で勝ちを挙げたとある。代表産駒にはケンタッキーダービー（G1）優勝馬のシーヒーロー（Sea Hero）、セクレタリアトステークス（G1）優勝馬のガジ（Ghazi）がいる。日本での主な産駒にはエクセレンスロビン（新潟3歳ステークス）、ゴッドスピード（府中3歳ステークス）、トシザミカ（サマーチャンピオン）などがいる。

### 主な産駒
- シーヒーロー / Sea Hero - ケンタッキーダービー、トラヴァーズS、米シャンペンS
- ガジ / Ghazi - セクレタリアトS
- トシザミカ - サマーチャンピオン、スパーキングレディーカップ
- ゴッドスピード - 中山大障害、府中3歳S、小倉3歳S、阪神障害S（春）
- エクセレンスロビン - 新潟3歳S

### 母父としての主な産駒
- ウィーキャンシーク / We Can Seek - イポドロモチリ大賞
- シルクメビウス - 東海S、ブリーダーズゴールドC、ユニコーンS
- ウインガニオン - 中京記念

## 血統表
| ポリッシュネイビーの血統     | ポリッシュネイビーの血統               | ポリッシュネイビーの血統       | （血統表の出典）               | （血統表の出典） |
| 父系                         | ダンジグ系                             | ダンジグ系                     | ダンジグ系                     | [ § 2 ]          |
| 父 Danzig アメリカ 鹿毛 1977 | 父の父Northern Dancer カナダ 鹿毛 1961 | Nearctic                       | Nearco                         | Nearco           |
| 父 Danzig アメリカ 鹿毛 1977 | 父の父Northern Dancer カナダ 鹿毛 1961 | Nearctic                       | Lady Angela                    |                  |
| 父 Danzig アメリカ 鹿毛 1977 | 父の父Northern Dancer カナダ 鹿毛 1961 | Natalma                        | Native Dancer                  | Native Dancer    |
| 父 Danzig アメリカ 鹿毛 1977 | 父の父Northern Dancer カナダ 鹿毛 1961 | Natalma                        | Almahmoud                      |                  |
| 父 Danzig アメリカ 鹿毛 1977 | 父の母Pas de Nom アメリカ 黒鹿毛 1968  | Admiral's Voyage               | Crafty Admiral                 | Crafty Admiral   |
| 父 Danzig アメリカ 鹿毛 1977 | 父の母Pas de Nom アメリカ 黒鹿毛 1968  | Admiral's Voyage               | Olympia Lou                    |                  |
| 父 Danzig アメリカ 鹿毛 1977 | 父の母Pas de Nom アメリカ 黒鹿毛 1968  | Petitioner                     | Petition                       | Petition         |
| 父 Danzig アメリカ 鹿毛 1977 | 父の母Pas de Nom アメリカ 黒鹿毛 1968  | Petitioner                     | Steady Aim                     |                  |
| 母 Navsup アメリカ 鹿毛 1966 | 母の父Tatan アルゼンチン 栗毛 1952     | The Yuvaraj                    | Fairway                        | Fairway          |
| 母 Navsup アメリカ 鹿毛 1966 | 母の父Tatan アルゼンチン 栗毛 1952     | The Yuvaraj                    | Epona                          |                  |
| 母 Navsup アメリカ 鹿毛 1966 | 母の父Tatan アルゼンチン 栗毛 1952     | Valkyrie                       | Donatello                      | Donatello        |
| 母 Navsup アメリカ 鹿毛 1966 | 母の父Tatan アルゼンチン 栗毛 1952     | Valkyrie                       | Walkure                        |                  |
| 母 Navsup アメリカ 鹿毛 1966 | 母の母Busanda アメリカ 青毛 1947       | War Admiral                    | Man o' War                     | Man o' War       |
| 母 Navsup アメリカ 鹿毛 1966 | 母の母Busanda アメリカ 青毛 1947       | War Admiral                    | Brushup                        |                  |
| 母 Navsup アメリカ 鹿毛 1966 | 母の母Busanda アメリカ 青毛 1947       | Businesslike                   | Blue Larkspur                  | Blue Larkspur    |
| 母 Navsup アメリカ 鹿毛 1966 | 母の母Busanda アメリカ 青毛 1947       | Businesslike                   | La Troienne                    |                  |
| 母系(F-No.)                  | ラトロワンヌ牝系(FN:1-s (1-x))         | ラトロワンヌ牝系(FN:1-s (1-x)) | ラトロワンヌ牝系(FN:1-s (1-x)) | [ § 3 ]          |
| 5代内の近親交配              | Pharos・Fairway 5x4                    | Pharos・Fairway 5x4            | Pharos・Fairway 5x4            | [ § 4 ]          |
| 出典                         | 1. 2. 3. 4.                            | 1. 2. 3. 4.                    | 1. 2. 3. 4.                    | 1. 2. 3. 4.      |